# Billy Davies
Billy Davies (Glasgow, 31 maggio 1964) è un allenatore di calcio scozzese, di ruolo centrocampista.

## Carriera
Ha iniziato la sua carriera da allenatore nel 1999, con la squadra scozzese del Motherwell, che ha guidato nella Scottish Premier League per tre stagioni consecutive.
Dal 2004 al 2006 è stato tecnico del Preston N.E. nel Championship.
Nella stessa serie ha guidato il Derby County nella stagione 2006-2007, in cui la squadra ha ottenuto la promozione in Premier League. Inizialmente confermato per la stagione successiva, è stato poi esonerato nel novembre del 2007, a causa di un inizio di campionato molto negativo, con la squadra inchiodata all'ultimo posto in classifica.
Dal 1º gennaio 2009 al 12 giugno 2011 è stato in carica al Nottingham Forest, con il quale ha ottenuto la qualificazione ai play-off nelle stagioni 2009-2010 e 2010-2011. Dopo aver rassegnato le sue dimissioni nel giugno del 2011, ha fatto ritorno al Forest il 7 febbraio 2013, concludendo il campionato in 8ª posizione. Il 24 marzo 2014, in seguito ad un filotto di otto partite senza vittorie, è stato esonerato.

## Palmarès

### Giocatore

#### Competizioni nazionali
- Coppa di Lega scozzese: 2

Rangers: 1981-1982, 1983-1984